# Hans Peter Anvin
Hans Peter Anvin (Västerås, 12 gennaio 1972) è un informatico svedese, programmatore di computer  che si è distinto per i suoi contributi a progetti di software libero e open source.

## Biografia
Egli è il creatore di SYSLINUX, Names e Numbers Linux Assigned Authority (LANANA) e delle varie caratteristiche del kernel di Linux, come:
- PTY Unix98
- Driver CPUID
- Linux kernel Automounter
- zisofs [3]
- Supporto RAID 6 [4]
- x32 ABI [5]
- klibc - un sottoinsieme minimalista della libreria standard C

Anvin in precedenza era manutentore del Linux * gerarchia newsgroup Usenet e gli archivi del kernel Linux a kernel.org, ha scritto Swap spazio originale How-to, e il "Linux / I386 Boot Protocol" (file:. Linux / Documentation / i386 / boot.txt)
Peter Anvin è laureato nel 1994 presso la Northwestern University, dove è anche stato presidente della Northwestern Amateur Radio Society (W9BGX); il suo indicativo di chiamata è AD6QZ (ex N9ITP). Secondo il suo sito web personale, egli è un credente nel fede Bahá'í.
Oltre al suo lavoro regolare in Open Source Technology Center di Intel, Anvin è attualmente co-maintainer della struttura unificata x86 / x86-64 kernel Linux, capo manutentore del nasm (NASM) e progetti SYSLINUX. Tra i suoi incarichi precedenti Transmeta, dove ha ricoperto il ruolo di architetto e direttore tecnico; Orion Multisystems, dove ha lavorato sull'architettura della CPU e il codice software di morphing; e rPath.